# Markie Post
Marjorie Armstrong Post (Palo Alto, 4 novembre 1950 – Los Angeles, 7 agosto 2021) è stata un'attrice e imprenditrice statunitense.
Era nota soprattutto per i suoi ruoli nelle serie televisive Professione pericolo, Giudice di notte e Hearts Afire.
Prese parte al film Tutti pazzi per Mary (1998), in cui interpretava la madre di Cameron Diaz.
Nel 2017 le venne diagnosticato un cancro, che la condurrà alla morte quattro anni dopo.

## Filmografia

### Cinema
- Tutti pazzi per Mary (There's Something About Mary), regia di Peter e Bobby Farrelly (1998)

### Televisione
- L'incredibile Hulk (The Incredible Hulk) – serie TV, episodio 2x21 (1979)
- I giorni del padrino (The Gangster Chronicles) – miniserie TV, 13 puntate (1981)
- Professione pericolo (The Fall Guy) – serie TV, 65 episodi (1982-1985)
- Cin cin (Cheers) – serie TV, episodio 2x11 (1983)
- Giudice di notte (Night Court) – serie TV, 159 episodi (1984-1992)
- Chicago P.D. – serie TV, 18 episodi (2014-2017)